# Otto Schloßer
Otto Schloßer (* 28. August 1921 in Geiging; † 3. März 2011 in Stephanskirchen-Schloßberg) war ein deutscher Internist und ärztlicher Standespolitiker.

## Leben
Otto Schloßer wurde 1921 in Geiging (Oberbayern) als Sohn des Automechanikers Otto Schloßer und seiner Ehefrau Amalie, geb. Schratzlseer, geboren. In Rosenheim, wohin die Familie 1923 verzog, besuchte er von 1927 bis 1931 die Knabenvolksschule und von 1931 bis 1939 das Humanistische Gymnasium. Dort bestand er im Frühjahr 1939 die Reifeprüfung. Von April bis September 1939 war er dienstverpflichtet im Reichsarbeitsdienst Haspelmoor. Im Wintersemester 1939/40 begann Otto Schloßer an der Medizinischen Fakultät der Universität München sein Medizinstudium; die Ärztliche Vorprüfung legte er im Januar 1941 ab. Im Februar desselben Jahres wurde er zur Wehrmacht eingezogen. Am Russland-Feldzug nahm er beim Infanterieregiment 62 (Landshut) teil. Danach wurde er zur Sanitätsersatzabteilung 7 nach Miesbach/Oberbayern abkommandiert, wo er bis 1942 als Ausbilder tätig war. 
Im April 1942 wurde Otto Schloßer an die Militärärztliche Akademie nach Berlin versetzt, wo er im Sommersemester 1942 sein Medizinstudium fortsetzte. Von Juli bis November 1942 war er erneut als Hilfsarzt an der Ostfront tätig. Nach seiner Rückkehr studierte er im Wintersemester 1942/43 an der Universität Würzburg, um danach wieder an die Universität München als Medizinstudent zu wechseln. Im Frühjahr 1944 wurde er nach Berlin zurückversetzt. Das medizinische Staatsexamen absolvierte er an der Universität in Berlin Anfang 1945 und erhielt im Februar 1945 die Bestallung als Arzt. Im Anschluss daran wurde er an die Chirurgische Abteilung des Reservelazaretts Rosenheim, einem Teillazarett des Städtischen Krankenhauses, versetzt, wo er vom 1. März bis zu dessen Auflösung am 31. August 1945 tätig war. Am 26. Februar 1945 wurde Otto Schloßer an der Universität München zum Dr. med. promoviert. Thema der Dissertation: „Beitrag zur Kenntnis des neurofibrillen Bildes subcorticaler Ganglien (Thalamus und Corpus striatum)“. 
Danach begann Otto Schloßer seine internistische Weiterbildung an verschiedenen Kliniken in Oberbayern. Von 1945 bis 1952 arbeitete er als Assistenz- und Stationsarzt in der Inneren Abteilung des Städtischen Krankenhauses Rosenheim. Die Anerkennung als Facharzt für Innere Krankheiten wurde ihm 1950 erteilt. 
1952 ließ sich Otto Schloßer in Rosenheim als Internist in eigener Praxis nieder. Im selben Jahr wurde er zum Vorsitzenden des Ärztlichen Kreisverbandes Rosenheim gewählt, ein Amt, das er bis 1988 ununterbrochen innehatte. Von 1967 bis 1991 gehörte er dem Vorstand der Bayerischen Landesärztekammer an, von 1976 bis 1981 dem Vorstand der Kassenärztlichen Vereinigung Bayerns. Ab 1970 gehörte das CSU-Mitglied Schloßer für zwei Legislaturperioden dem Bezirkstag Oberbayern als Mitglied an. 
Von 1974 bis 1978 war er Mitglied des Bayerischen Landesgesundheitsrates.

## Ehrungen
- 1979: Bayerische Staatsmedaille für soziale Verdienste
- 1984: Bundesverdienstkreuz 1. Klasse
- 2007: Paracelsus-Medaille der deutschen Ärzteschaft